# Parlement Jeunesse de l'Acadie
 (janvier 2015).
Si vous disposez d'ouvrages ou d'articles de référence ou si vous connaissez des sites web de qualité traitant du thème abordé ici, merci de compléter l'article en donnant les références utiles à sa vérifiabilité et en les liant à la section « Notes et références ».
 (mars 2022).
Le Parlement Jeunesse de l'Acadie (PJA) est une simulation parlementaire non partisane de langue française, où une cinquantaine de participants de 16 à 25 ans reproduisent le fonctionnement des Assemblées Législatives des Provinces atlantiques canadiennes. Cet événement est organisé tous les deux ans par la Société Nationale de l'Acadie (SNA) en collaboration avec les organismes jeunesses provinciaux.

## Déroulement
Le PJA cherche à initier les jeunes acadiens aux rouages des Assemblées législatives.
À chaque édition, des partis politiques fictifs sont créés pour l'événement. Le nombre de partis politiques, leurs sièges et leurs projets de loi sont choisis par un Cabinet de jeunes élus et choisis par les participants. Des projets de loi sont présentés et débattus conformément aux procédures des Assemblées Législatives.
À chaque édition, quelques participants sont sélectionnés dans le volet média du PJA. Ceux-ci rédigent des articles qui paraissent dans Le Landry, quotidien du PJA nommé en l'honneur de Valentin Landry et d'Israël Landry, deux figures de proue de la presse écrite acadienne. Au PJA à Charlottetown en 2017, le journal a été renommé Le Rameau en l'honneur de François-Edme Rameau de Saint-Père.
Les journalistes du volet média alimentent aussi les réseaux sociaux du PJA.

## Historique
Organisé par le Conseil jeunesse provincial de la Nouvelle-Écosse, le premier Parlement Jeunesse de l'Acadie a eu lieu du 11 au 16 août 2004, lors du Congrès mondial acadien en Nouvelle-Écosse.
L'événement s'est par la suite dissocié du Congrès Mondial Acadien et sa deuxième édition a été tenue à Frédéricton en 2007. 
| Année | Lieu          |
| ----- | ------------- |
| 2004  | Halifax       |
| 2007  | Fredericton   |
| 2009  | Charlottetown |
| 2011  | Saint-Jean    |
| 2013  | Halifax       |
| 2015  | Fredericton   |
| 2017  | Charlottetown |
| 2018  | Saint-Jean    |

## Résumé des éditions

### 2013 -Halifax
Marie-Claude Rioux, directrice générale de la Fédération acadienne de la Nouvelle-Écosse, était la Gouverneure Générale fictive. Les Hay Babies ont assuré le divertissement musical. Une situation d'urgence simulée est survenue lors de l'événement, durant lequel il y a eu un blackout du volet média afin que les députés puissent régler le scénario sans qu'il soit reporté sur Twitter (afin d'éviter des confusions que ce soit une urgence réelle). La Ligue Orange, un groupe terroriste fictif, aurait volé un avion appartenant à Brittania, le pays fictif voisin de l'Acadie, et l'ont écraser dans le havre d'Halifax, contenant un agent biologique mortel.

### 2015 -Frédéricton
Jocelyne Roy-Vienneau, Lieutenante Gouverneur du Nouveau-Brunswick, était la Gouverneure Générale fictive de l'Acadie. Le chef du parti vert du Nouveau-Brunswick, David Coon, était conférencier pour parler de son projet de loi visant à descendre le droit de vote à 16 ans. La simulation était axé sur la dynamique d'un gouvernement archi-minoritaire. Les quatre formations politiques avaient à peu près le même nombre de sièges en Chambre, ce qui corsait les débats. Sur quatre projets de loi présentés, un seul a reçu la sanction royale. Il s'agissait de celui des BoBo visant l'inclusion des personnes transgenres.

### 2017 -Charlottetown
Claudette Thériault, présidente du Congrès mondiale acadien, a siégé en tant que Gouverneure Générale fictive. La simulation fut tenue à l'édifice Coles à Charlottetown, compte tenu des rénovations que subissait la législature de l'Île-du-Prince-Édouard. Les projets débattus ont inclus une réforme sur le transport en Acadie, une loi sur le repeuplement et l'aménagement de la famille, une loi sur la réglementation et l'équilibre salariale, et une loi sur l'instauration d'une compétition sportive, Les Jeux de la Survie, qui obligerait des représentants de régions du pays fictif à être envoyé sur l'Île de Sable pour se combattre et éviter de se faire déporté par des forces extérieurs, inspiré  autant de la Déportation des Acadiens, ainsi que de la série de livres, The Hunger Games. Une campagne a aussi été lancée sur les réseaux sociaux pour mousser l'intérêt pour l'événement.
Plusieurs personnages fictifs récurrents de l'Univers Pégiale ont aussi vu le jour à cette édition, notamment Mamadou Goguin et Sœur Thérèse, ainsi que le syndicats des Orphelins de Bassin-des-Mines. Les monstres marins de l'édition 2013 à Halifax ont aussi retournés. Le journal su volet médias du PJA, Le Landry, fut aussi rebaptisé Le Rameau,, en honneur de Rameau de Saint-Père.
Cette édition vit une situation d'urgence fictive qui mit en scène une corruption de la part des partis du gouvernement (PIGNON) et de l'opposition (PATATE), qui ont alors forcé l'arrivée de la monarchie fictive de l'Acadie, sa majesté la Reine Évangéline II, pour suspendre les fonctions du gouvernement afin d'établir un nouveau mode de scrutin. Cinq systèmes électoraux ont été considérés; le vote proportionnel, le vote semi-proportionnel, un système présidentiel, un système où tous députés siègent en tant qu'indépendants, ainsi qu'une ploutocratie corporative, un système inventé spécifiquement pour l'événement, où le poids du vote est déterminé selon la contribution économique,.

### 2018 -Saint-Jean
L'Hon. Perry Trimper, président de la Chambre d'assemblée de Terre-Neuve et Labrador, a siégé en tant que gouverneur général fictif. Trois projets de loi ont été débattus. Le premier était une initiative du tiers parti (OPÉRA) qui créait des programmes écologiques au sein de l'Acadie. Le deuxième, présenté par l'opposition (LIMACE), a mis en place un projet d'exploration et de colonisation de l'espace par l'Acadie. Ce projet de loi a effectivement envoyé le pape au soleil comme émissaire de la Terre. Le troisième projet de loi n'a pas reçu la sanction royale, puisque le président de la Chambre a dû trancher dans un vote complètement égal et a voté de garder le statu quo. Ce projet de loi était présenté par le gouvernement POGO et visait de conserver les méthodes traditionnelles de la pêche en Acadie.